# Fregata klase Incheon
Fregate klase Incheon, također poznate kao Future Fregate eXperimental ili FFX tijekom razvoja, fregate su obalne obrane mornarice Republike Koreje. Glavni brod porinut je 29. travnja 2011. Fregate klase Incheon zamijenit će zastarjelu flotu korvete klase Pohang i Ulsan klase fregate, te preuzeti višenamjenske operacije kao što su obalna ophodnja, protupodmorničko ratovanje i transportna podrška. Planirano je da se kasnije serije specijaliziraju za protuzračno i protupodmorničko ratovanje. Poboljšana verzija se predstavlja kao Daegu klasa fregata.

## Razvoj
Početkom 1990-ih, plan korejske vlade za izgradnju nove generacije obalnih brodova pod nazivom "Frigate 2000" odbačen je zbog azijske financijske krize 1997. godine.
Mornarica Republike Koreje (ROKN) isprva je željela 24 fregate od 3.000 tona koje bi zamijenile obalnu flotu od 37 brodova klase Ulsan,  Pohang i  Donghae. Kasnije je odlučeno da će za prvu seriju biti izgrađeno šest brodova od 2.700 tona. 2008. godine plan je dodatno smanjen na 2.300 tona kada je predsjednik Lee Myung-bak preuzeo dužnost, a broj brodova za prvu seriju smanjen je na šest. Za drugu seriju FFX-a planirano je osam brodova s konačnim ciljem od 20-22 fregate.
Godine 2010. izgradnja prve FFX fregate dodijeljena je tvrtki Hyundai Heavy Industry, a u travnju 2011. porinut je prvi u svojoj klasi, ROKS Incheon. Brod je dobio ime po zapadnom lučkom gradu Incheonu, predstavljajući inicijativu ROKN-a za obranu zapadnih otoka zbog stalnih sukoba sa sjevernokorejskom mornaricom u ovom području.

## Naoružanje
Glavni top fregate klase Incheon je 127 mm/L62 Mk. 45 Mornarički top Mod 4. Ovo je odabrano umjesto manjeg od 76 mm za mornaričku baražnu potporu u amfibijskom iskrcavanju i superiornost u gađanju s broda na brod. Naoružanje za obranu uključuje jedan 20 mm Phalanx CIWS i RIM-116 Rolling Airframe Missile Block 1 lanser s 21 projektilom. Protupodmorničko ratno naoružanje sastoji se od torpeda K745 LW Cheong Sahng-uh (Blue Shark).
Protubrodske sposobnosti pružaju SSM-700K Haeseong (Sea Star) protubrodske rakete dugog dometa, a svaka ima performanse slične američkim Harpoonima. Sposobnost napada s kopna pruža nedavno razvijena taktička raketa za napad brod-zemlja, koja je izvedena iz SSM-700K Haeseong, u početku je projektilima za kopneni napad planirano započeti naoružavanje serije 2 brodova klase Incheon, ali studije izvodljivosti pokazale su da bi se mogle naknadno opremiti na brodove serije 1, što je počelo u rujnu 2016., poboljšavajući njihovu fleksibilnost i sposobnosti odvraćanja sa dometom 150–200 km.

## Izvozno tržište
U studenom 2012. objavljeno je da Izrael razmišlja o kupnji četiriju fregata klase Incheon iz Južne Koreje, koje bi zajednički izgradili Hyundai Heavy Industries i Israel Shipyards. 